# Baktun

Glifo de baktun

Um baktun (em maia b'ak'tun) corresponde a 20 ciclos katun do antigo calendário maia de contagem longa. Contém 144 000 dias, equivalendo a 394,26 anos tropicais. O período Clássico da civilização maia ocorreu durante o oitavo e nono baktuns do ciclo calendárico actual. O baktun actual (14º) teve início em 13.0.0.0.0 — 21 de dezembro de 2012 usando a correlação GMT.
J. Eric S. Thompson afirmou que quando a contagem longa 9.15.10.0.0 é colocada no 9º baktun, o resultado é erróneo, tal como colocar o ano 2009 no 2º milénio. Contudo, tal prática está tão bem estabelecida entre os epigrafistas maias e outros estudiosos dos maias que a sua modificação causaria mais dano do que a sua perpetuação.